# 着晓乡
着晓乡，是中华人民共和国青海省玉树藏族自治州囊谦县下辖的一个乡镇级行政单位。

## 行政区划
着晓乡下辖以下地区：
巴尕村、茶哈村、由涌村、班多村、焦西村和尖座村。